# Прапор Тирани
Пра́пор Тирани — офіційний символ Тирани, столиці Албанії.

## Опис
Прапор є прямокутним полотнищем, забарвленим лазурним кольором. В центрі полотнища розміщено зображення повного офіційного міського герба з короною.